# Puissance et acte
 (octobre 2009).
Si vous disposez d'ouvrages ou d'articles de référence ou si vous connaissez des sites web de qualité traitant du thème abordé ici, merci de compléter l'article en donnant les références utiles à sa vérifiabilité et en les liant à la section « Notes et références ».
Pour les articles homonymes, voir Puissance et Acte.

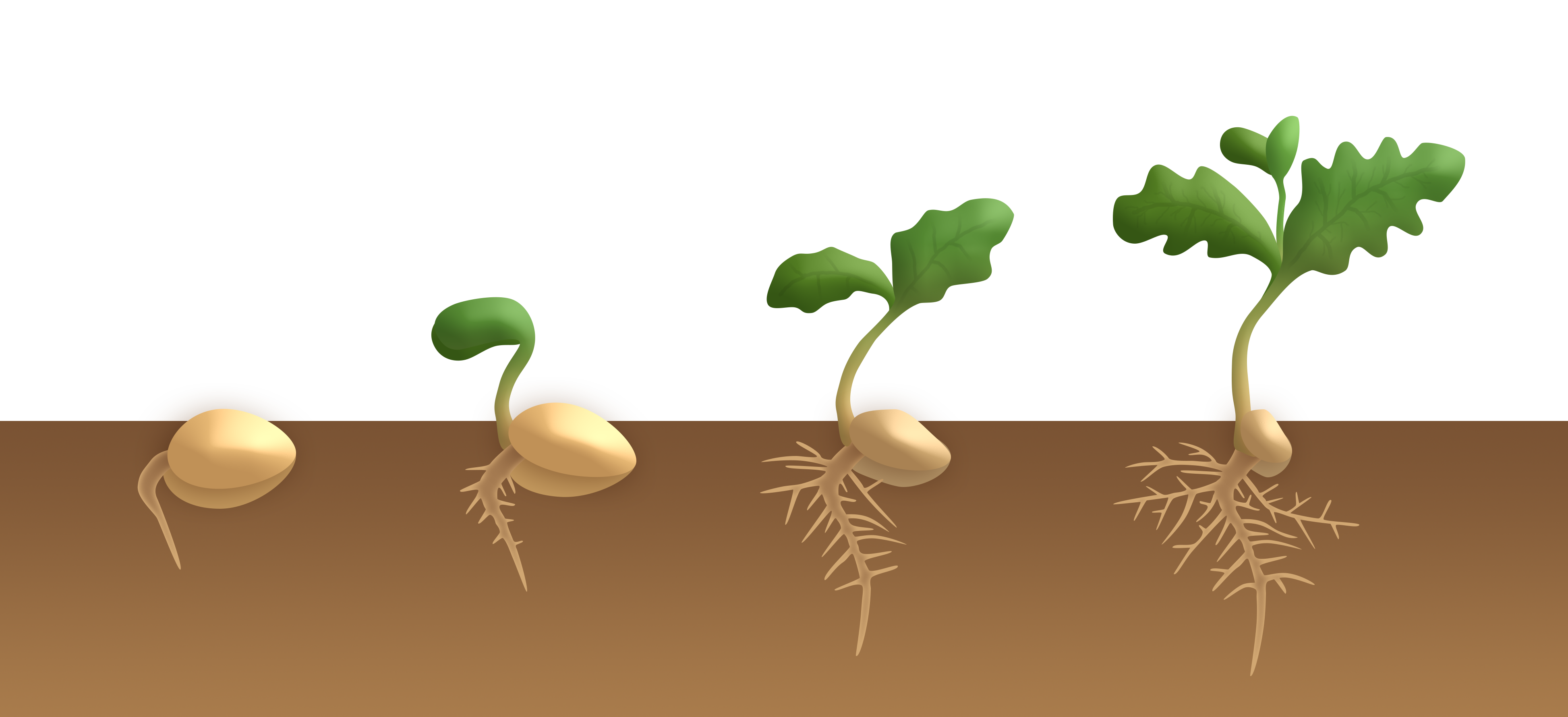
La germination d'une plante à partir d'une graine, par laquelle elle passe progressivement de la puissance à l'acte.

La puissance et l'acte sont deux concepts de philosophie qui fonctionnent par opposition pour rendre compte du changement des choses. La distinction entre les deux remonte à la Métaphysique d'Aristote.

## Concept
"Les idées platoniciennes, d’ordre purement formel, n’expliquaient pas le changement essentiel aux choses, elles étaient d’ailleurs obtenues par une méthode non scientifique, la dialectique. C'est pourquoi Aristote chercha à enserrer l’être mobile lui-même dans les concepts". Aristote crée une opposition fondamentale entre la puissance et l'acte. Il s'agit de deux catégories ontologiques (qui se rapportent à l'être) fondamentales.
La puissance (en grec ancien, δύναμις), est synonyme de potentialité. Ce qui n'est qu'en puissance, par opposition à ce qui est en acte, est ce qui n'est pas encore réalisé, ce qui n'est qu'une virtualité. Le chêne est en puissance dans le gland ; la statue est en puissance dans la pierre ou l'airain. La puissance est ce qui est à l'état de possibilité, c'est une promesse d'existence. Le sculpteur actualise la statue en sculptant dans la pierre.
L’acte (en grec ἔργον, ainsi que ἐνέργεια), est la réalisation, l'acte réalisé, une réalité achevée. C'est ce qui donne forme au monde ou à ses parts : l'œuvre pénètre et transforme la matière.
Aristote développe le concept d'entéléchie pour désigner la réalisation finale, l'élévation au stade ultime de l'Être, de ce qui était auparavant en puissance.

## Postérité

### Saint Thomas d'Aquin
Saint Thomas d'Aquin a développé une théologie de l'acte et de la puissance, qui affirme essentiellement que Dieu est acte pur, que l'humain peut saisir l'existence de Dieu à partir des choses visibles, bien qu'il soit impossible pour un humain de saisir ce qu'est Dieu en lui-même.
1. La puissance et l'acte divisent l'être de telle sorte que tout ce qui est, est ou bien acte pur, ou bien composé nécessairement de puissance et d'acte, comme principes premiers et intrinsèques.
2. L'acte, parce qu'il est perfection, n'est limité que par la puissance, qui est une capacité de perfection. Par conséquent, dans l'ordre où l'acte est pur, il ne peut être qu'illimité et unique ; là où il est fini et multiple, il entre en véritable composition avec la puissance.
3. C'est pourquoi dans la raison absolue de l'être même, Dieu seul subsiste, seul entièrement simple ; toutes les autres choses qui participent à l'être ont une nature qui restreint l'être, et sont constituées d'essence et d'existence, comme principes réellement distincts.

### Leibniz
« Chez Leibniz, le concept d'entéléchie qualifie « toutes les substances simples ou monades créées » en tant qu'elles sont la source de leurs actions internes et qu'elles se suffisent à elles-mêmes (Mon.18) »

### Driesch et Carnap
Le concept d'entéléchie a été réutilisé par Hans Driesch, comme force immanente aux êtres vivants, permettant d'expliquer les phénomènes vitaux mieux que ne le fait le simple mécanisme. Il illustrait cette théorie par ses propres recherches sur les oursins.
Carnap a critiqué la réactualisation du concept d'entéléchie par Driesch, en disant qu'on ne peut pas l'observer.
Driesch répondit que la force magnétique n'était guère plus observable, et que cela ne constituait pas un obstacle à son usage en physique.
À quoi Carnap riposta à son tour que :
- si la force magnétique n'était pas observable, elle était du moins mesurable, ce qui n'est pas le cas de la force vitale ou entéléchie ;
- la notion de force magnétique faisait avancer la science, alors que la notion d'entéléchie la bloquait bien plutôt en la plaçant devant l'inconnaissable.